# Port lotniczy Viengxay
Port lotniczy Viengxay (IATA: VNG, ICAO: VLVV) – port lotniczy położony w Viengxay w Laosie.